# 野上町 (和歌山県)

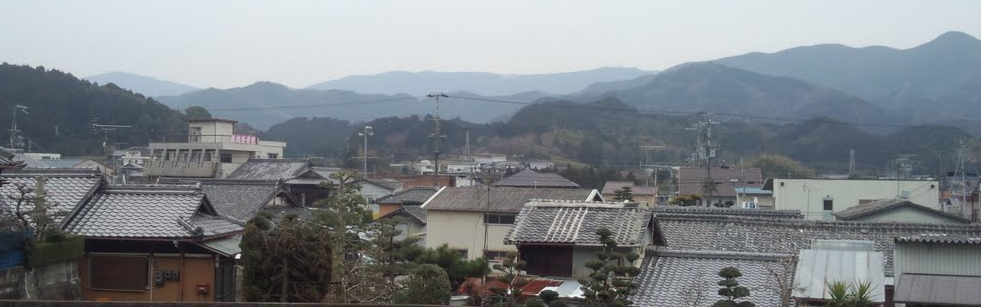
旧野上町の街並み

野上町（のかみちょう）は、和歌山県北西部海草郡にあった町である。
2006年1月1日に同じ海草郡の美里町と合併し紀美野町となったため消滅した。

## 地理
町域中部を貴志川が西へ貫いている。1994年4月1日までは、これに野上電気鉄道が並行していた。

## 歴史
- 1889年（明治22年）4月1日 - 町村制の施行により、那賀郡小畑村・長谷村・柴目村・下佐々村・動木村の区域をもって東野上村が発足。
- 1927年（昭和2年）1月1日 - 東野上村が町制施行して東野上町となる。
- 1951年（昭和26年）10月1日 - 東野上町の所属郡が海草郡に変更。
- 1955年（昭和30年）
  - 4月1日 - 東野上町が志賀野村を編入のうえ即日改称して野上町となる。
  - 4月16日 - 小川村と合併し、改めて野上町が発足。
- 2006年（平成18年）1月1日 - 美里町と合併して紀美野町が発足。同日野上町廃止。

## 教育
- 高等学校
  - 和歌山県立大成高等学校
- 中学校
  - 野上町立野上中学校
- 小学校
  - 野上町立野上小学校
  - 野上町立小川小学校
  - 野上町立志賀野小学校
  - 野上町立野上小学校柴目長谷分校

## 交通

### 鉄道
町内には鉄道は通っていないが、1994年4月1日までは野上電気鉄道野上線が通っていた。

### バス
- 大十バス

### 道路
- 一般国道
  - 国道370号
- 県道
  - 和歌山県道10号岩出野上線
  - 和歌山県道169号奥佐々阪井線
  - 和歌山県道180号野上清水線
  - 和歌山県道184号生石公園線

## 観光地
- 野上八幡宮
- 生石高原県立自然公園
  - 生石高原